# Battaglia di Dogger Bank (1916)
La seconda battaglia di Dogger Bank è stata un piccolo scontro navale avvenuto in acque olandesi nella prima guerra mondiale. Le formazioni in campo erano una flottiglia di unità leggere della Kaiserliche Marine e alcuni sloop-of-war britannici (Royal Navy).
La battaglia, come la prima con questo nome, prende il nome dal luogo in cui si svolse, Dogger Bank (il Banco di Dogger, da una parola olandese Dogge per "navi da pesca"), una striscia sabbiosa (che in alcuni punti sale fino a soli 13 metri sotto il livello del mare) posta a circa 100 km dalla costa inglese nel Mare del Nord.

## La partenza
Con l'ammiraglio Hugo von Pohl malato e l'ammiraglio Reinhard Scheer nuovo comandante della Hochseeflotte nel 1916, i tedeschi iniziarono a intraprendere una strategia più offensiva nel Mare del Nord. Come parte di questa strategia, i raid e le incursioni nelle aree sotto il controllo britannico divennero più frequenti. I tedeschi inviarono la Seconda, la Sesta e la Nona flottiglia motosiluranti nel tentativo di intercettare il traffico alleato. Nel complesso furono 25 i battelli inviati. Le sole navi alleate nell'area nella quale furono inviate le motosiluranti tedesche erano quelle della 10ª Flottiglia dragamine, consistente nelle HMS Arabis, HMS Poppy, HMS Buttercup ed HMS Alyssum. Ognuno di questi sloop della classe Arabis da 1250 t era armato solo con due cannoni da 4,7" e con due cannoni antiaerei da 3 pounder, senza alcuna speranza contro il gran numero di motosiluranti tedesche inviate contro di loro.

## La battaglia
La Arabis, insieme agli altri tre sloop della flottiglia, era impegnata nel ripulire un canale ad est di Dogger Bank, quando furono avvistate da un gran numero di motosiluranti tedesche. I tedeschi esitarono nell'attaccarli, per la difficoltà di identificare immediatamente quelle imbarcazioni come battelli della classe Arabis. Le navi alleate furono dapprima infatti scambiate per dei ben più potenti incrociatori, ma i tedeschi decisero comunque di portare a termine l'attacco in virtù del vantaggio numerico. Sotto il fuoco nemico, i britannici tentarono di fuggire verso le proprie coste, e mentre Poppy, Buttercup ed Alyssum furono in grado di allontanarsi, la Arabis si trovò impegnata da tre motosiluranti tedesche. Dopo aver respinto il primo attacco, sei altri battelli serrarono le distanze colpendo la nave con un siluro ed affondandola. Trenta membri dell'equipaggio furono salvati dai tedeschi; quattro invece morirono assiderati per la prolungata permanenza in acqua

## Il seguito
Al di là di alcuni lievi danni ad alcuni tra battelli tedeschi, le sole perdite dell'azione furono la HMS Arabis, affondata con 56 membri del suo equipaggio uccisi e 24 catturati dai tedeschi, compreso il comandante e due ufficiali. Per la sua azione durante la battaglia, il comandante della Arabis, Lieutenant Commander Robert Raymond Hallowell-Carew, ricevette il Distinguished Service Order. A dispetto del fatto che avessero affondato solo un dragamine, i tedeschi diffusero notizie a riguardo di una grande vittoria, sostenendo di aver impegnato una divisione di quattro nuovi incrociatori e di averne affondati due. L'Ammiragliato britannico reagì rendendo noto che nessuna nave Alleata era stata impegnata, eccetto la 10ª Flottiglia dragamine, e che nessun incrociatore britannico era stato affondato nell'azione.
In risposta all'azione al largo di Dogger Bank, i britannici inviarono la squadra Incrociatori da battaglia da Rosyth, la 5ª Divisione incrociatori da Harwich, così come altri elementi della Grand Fleet. Queste forze britanniche si riunirono nel Mare del Nord e incrociarono verso sud, ma abbandonarono i loro sforzi di ricerca la mattina dell'11, quando fu chiaro che le uniche forze tedesche inviate nell'area erano le motosiluranti, che erano già rientrate alle loro basi. Sulla via del ritorno dalla fallita operazione di intercettazione, l'incrociatore leggero HMS Arethusa (1913) urtò una mina navale tedesca ed affondò con 12 morti tra l'equipaggio.